# Mount Knox (Antarktika)
Mount Knox ist ein 800 m hoher Berg im ostantarktischen Viktorialand. In der Asgard Range ragt er am westlichen Ausläufer der MacDonald Hills auf der Nordseite des Taylor Valley auf.
Das New Zealand Geographic Board benannte ihn 1998 nach dem neuseeländischen Zoologen George Knox (1919–2008) von der University of Canterbury, der die von 1961 bis 1981 aktive antarktische Forschungseinrichtung der Universität gründete und von 1978 bis 1982 Präsident des Scientific Committee on Antarctic Research war.